# ブッシュネル (AS-15)
|          |                        |
| 艦歴     |                        |
| 発注     |                        |
| 起工     | 1941年12月23日         |
| 進水     | 1942年9月14日          |
| 就役     | 1943年4月10日          |
| 退役     |                        |
| その後   | 1983年6月1日に海没処分 |
| 除籍     | 1980年11月15日         |
| 性能諸元 |                        |
| 排水量   | 9,734トン              |
| 全長     | 530 ft 6 in (161.7 m)  |
| 全幅     | 73 ft 4 in (22.4 m)    |
| 吃水     | 25 ft 6 in (7.8 m)     |
| 機関     |                        |
| 最大速   | 18.5 ノット            |
| 乗員     | 444名                  |
| 兵装     | 5インチ砲4門           |

ブッシュネル (USS Bushnell, AS-15) は、アメリカ海軍の潜水母艦。フルトン級潜水母艦の1隻。艦名はデヴィッド・ブッシュネルに因む。その名を持つ艦としては2隻目

## 艦歴
ブッシュネルは1941年12月23日にカリフォルニア州ヴァレーオのメア・アイランド海軍造船所で起工した。1942年9月14日にルーサー・ギブソンによって命名、進水し、1943年4月10日に艦長C・T・ボニー中佐の指揮下就役する。
6月27日にブッシュネルは出航し、7月3日に真珠湾に到着した。潜水艦基地で第14潜水戦隊が結成され、ブッシュネルは母艦および戦隊、小艦隊の司令部の任務に従事した。1943年9月まで真珠湾に留まり、その後ミッドウェー島に建設資材および糧食を運搬した。真珠湾には12月に帰還、潜水艦修理の任務を再開し、任務は1944年4月まで継続した。
ブッシュネルは4月27日にマーシャル諸島のマジュロ環礁に向けて出航、糧食、燃料および資材を運搬した。間もなくマジュロ環礁は完全に潜水母艦に依存したものの、潜水艦の運用基地となった。1945年2月5日にブッシュネルは真珠湾に帰還し、5月29日にミッドウェー島に向かい、同島を拠点として哨戒を行う潜水艦の修理を行う。ブッシュネルは同任務を終戦まで継続した。
潜水艦部隊の解体および平時の再構成期間である1945年9月から12月までブッシュネルはサンディエゴ海域で潜水艦の修理艦としての任務を継続した。1946年1月、グアムに向けて出航、日本の占領任務に当たる潜水艦の支援を行う。この任務は4月まで継続され、続いて再び真珠湾で第1潜水戦隊との任務に従事する。ブッシュネルは1947年5月24日まで第1潜水戦隊と共に行動した。その後オーバーホールのためメア・アイランド海軍造船所に向かった。作業が完了すると9月10日に真珠湾に戻り、第1潜水戦隊との任務を再開する。1947年12月、ブッシュネルはメア・アイランドに帰還し不活化が行われた。1948年4月30日に予備役に置かれ保管された。

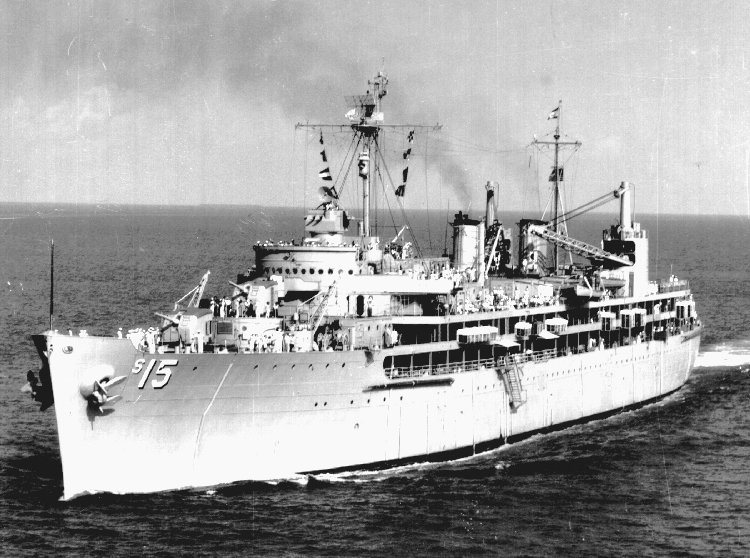
ブッシュネル、1963年

ブッシュネルは1952年2月21日は再就役した。西海岸沿いでの集中訓練の後、ブッシュネルは1952年5月7日に大西洋に向けて出航した。第12潜水戦隊と共に5月21日にパナマ運河を通過し、フロリダ州キーウェストに向かった。キーウェストでの活動中、ブッシュネルは第12潜水戦隊の潜水艦に支援を行い、ノーフォークでの短期間の活動およびカリブ海への短期巡航も行った。
ブッシュネルは1980年11月15日に除籍され、1983年6月1日に艦隊演習において廃棄処分された。